# European Forest Institute
European Forest Institute (Europejski Instytut Leśny) – niezależna europejska organizacja naukowa z siedzibą w Joensuu w Finlandii, mająca na celu promowanie leśnictwa i rozwijanie badań leśnych. Pełni ważną rolę w tworzeniu sieci współpracy naukowej w leśnictwie.
Członkami rzeczywistymi EFI są kraje, które ratyfikowały Convention on the EFI. W końcu 2007 roku konwencję ratyfikowało 17 państw: Austria, Bułgaria, Chorwacja, Czechy, Dania, Finlandia, Hiszpania, Holandia, Niemcy, Litwa, Norwegia, Portugalia, Rumunia, Słowenia, Szwecja, Turcja, Wielka Brytania. Poza krajami członkowskimi EFI tworzą również organizacje członkowskie mające status członków stowarzyszonych oraz Centra Projektowe (8). Obecnie EFI zrzesza 131 organizacji członkowskich z 37 krajów(stan na październik 2008). Polskimi członkami stowarzyszonymi EFI są:
- Wydział Leśny SGGW w Warszawie
- Wydział Leśny Akademii Rolniczej w Poznaniu
- Instytut Technologii Drewna w Poznaniu
- Instytut Badawczy Leśnictwa w Warszawie